# Domusnovas
Domusnovas é uma comuna italiana da região da Sardenha, província da Sardenha do Sul, com cerca de 6.581 habitantes.
Estende-se por uma área de 80 km², tendo uma densidade populacional de 82 hab/km². Faz fronteira com Fluminimaggiore, Gonnosfanadiga, Iglesias, Musei, Villacidro, Villamassargia.

## Demografia
| Variação demográfica do município entre 1861 e 2011                               |
|                                                                                   |
| Fonte: Istituto Nazionale di Statistica (ISTAT) - Elaboração gráfica da Wikipedia |